# Vizuální editor
Vizuální editor (anglicky VisualEditor, VE) je projekt, který poskytuje WYSIWYG on-line textový editor. Vizuální editor je rozšíření wiki systému MediaWiki. Používá se na Wikipedii a několika dalších projektech. Editor byl vyvinut nadací Wikimedia v partnerství s Wikia. V červenci 2013 byla zapnuta beta verze povolená ve výchozím nastavení pro Mediawiki.org a několik největších Wikipedií.
Nadace Wikimedia považovala Vizuální editor za nejnáročnější technický projekt (do roku 2013) a The Economist nazval Vizuální editor jako nejvýznamnější změnu Wikipedie v historii.